# Gia đình MacMahon

Biểu tượng công tước Pháp của gia tộc MacMahon

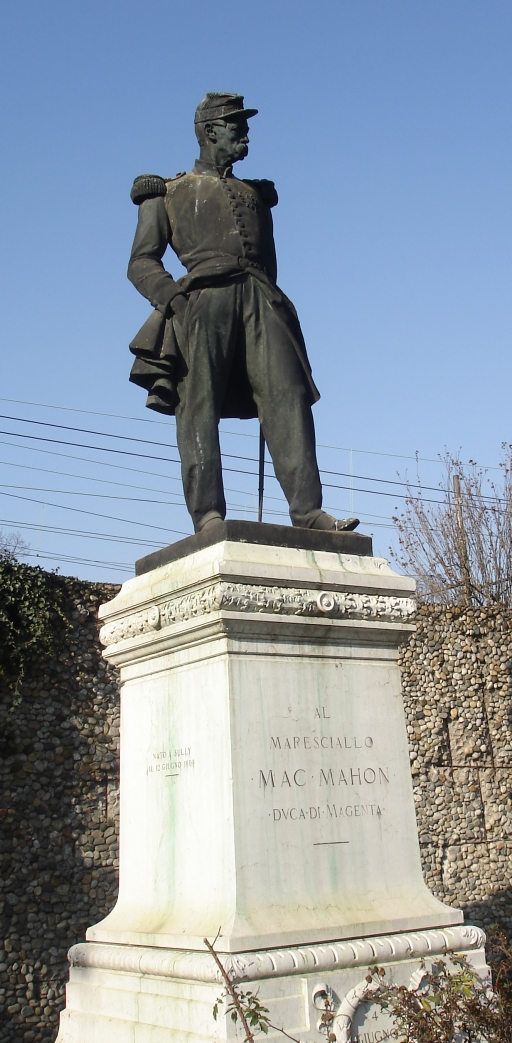
Tượng Patrice de MacMahon ở Magenta, Italia

Gia đình MacMahon (hay gia tộc de MacMahon)  có nguồn gốc từ Ireland và di cư sang Pháp, nơi họ trở nên nổi tiếng. John MacMahon, một bác sĩ người Ireland sinh tại Limerick, nhập quốc tịch Pháp năm 1749 và kết hôn với Charlotte Le Belin, Dame d'Éguilly vào ngày 13 tháng 4 năm 1750. Cùng năm đó, vua Louis XV của Pháp sắc phong ông là Marquis d'Éguilly. Con trai ông, Hầu tước thứ hai, tham gia Chiến tranh Cách mạng Mỹ kể cả trên tàu khu trục Aigle mà người Anh bắt vào ngày 15 tháng 9 năm 1782.
Cháu trai của Hầu tước đầu tiên, Patrice de MacMahon, là đại tướng trong Chiến tranh Krym 1853—1856 và sau đó là trong Chiến tranh Áo-Sarndinia năm 1859, chiến thắng trong Trận Magenta ngày 4 tháng 6 năm 1859. Ngày hôm sau, hoàng đế Napoleon III sắc phong ông là "Duc de Magenta". Sau đó ông trở thành Tổng thống Cộng hòa Pháp, phục vụ từ 1873—1879.
Danh hiệu hầu tước được ban cho dòng dõi trưởng của gia tộc và được kế thừa năm 1894 bởi dòng dõi công tước trẻ hơn, và cả hai tước hiệu nay vẫn còn. 
Nơi định cư chính của Gia đình MacMahon là tại Château de la Forêt Château de la Forêt ở Montcresson thuộc vùng Loiret nằm ở phía bắc trung tâm nước Pháp.